# Hakoah Stryj
Hakoah Stryj (hebr. ‏החברה היהודית להתעמלות וספורט הכח סטרי‎) – żydowski klub piłkarski z siedzibą w mieście Stryj (obecnie na Ukrainie), działający w latach 1919–1939.

## Historia
Chronologia nazw:
- 1919: Ż.T.G.S. [Żydowskie Towarzystwo Gimnastyczno-Sportowe] Hakoah Stryj
- 1939: klub rozwiązano

Żydowskie Towarzystwo Gimnastyczno-Sportowe Hakoah (pol. Siła) zostało założone w Stryju w 1919 roku. W 1920 roku klub miał już II drużynę. Pierwszy odnotowany w prasie mecz Hakoahu odbył się 3 lipca 1921 roku w Stryju z II drużyną Ż.K.S. ze Lwowa i zakończył się zwycięstwem stryjan 2:1. W 1922 roku zespół wziął udział w rozgrywkach Klasy C podokręgu IV (Stryj - Sambor - Drohobycz) Lwowskiego OZPN. W następnym roku 1923 ponownie zagrał w klasie C podokręgu przemyskiego gr. IV, wygrywając swoją grupę, ale w barażach o awans do Klasy B przegrał 1:10, 1:3 z H.K.S. Czuwaj Przemyśl. W sezonie 1924 po raz kolejny występował w klasie C podokręgu Stryj–Przemyśl, grupa Stryj - podgrupa Stryj. Po zajęciu drugiego miejsca w grupie (zwyciężyła rezerwa Pogoni) zespół ponownie awansował do baraży o wejście do klasy B, znów przegrywając 2:3, 1:2 tym razem z Ż.T.G. Drohobycz. W 1925 roku po wygraniu swojej grupy w klasie C ponownie stanął do walki o awans do klasy B i znowu przegrał, tym razem z Ż.K.S. Sambor. Sezon 1926 to kolejne nieudane rozgrywki, w tym bolesna porażka z lokalnym rywalem Drorem. Zamieszanie związane z powstaniem Ligi całkowicie zakłóciło rozgrywki w 1927 roku i klub rozgrywał tylko mecze towarzyskie w większości tylko z innymi klubami stryjskimi. Klub wahał się czy stanąć po stronie secesjonistów czy też pozostać w PZPN. Rozwój klubu idzie bardziej w kierunku tenisa, rezygnując z dalszych występów w piłkarskich mistrzostwach.
Dopiero w 1930 klub ponownie startował w rozgrywkach klasy C Lwowskiego OZPN, w 1931 walczył o mistrzostwo klasy C podokręgu stryjskiego, grupa I (Stryj - Chodorów - Żydaczów - Dolina), m.in. ze stryjskimi klubami Stryjanka II, T.U.R., Dror II. W 1932 zespół startował w nowoutworzonym podokręgu Podkarpackim Klasy C Lwowskiego OZPN. W 1933 kontynuował występy w podokręgu Podkarpackim, grupie Stryj. 1934 - to rok kryzysowy dla Stryja, co związane było z powstaniem okręgu w Stanisławowie i przeniesieniem do niego klubów stryjskich - słynna futbolową wojną pomiędzy tymi miastami. Klub, podobnie jak inne kluby ze Stryja - został najpierw zawieszony przez P.Z.P.N., potem wykluczony ze Związku z powodu sprzeciwu przyłączenia Stryja do Stanisławowskiego OZPN. Z początkiem 1935 roku żydowskie towarzystwo Dror zaprzestało wszelkiej działalności statutowej, w związku z czym wielu zawodników klubu przeniosły się w szeregi Hakoahu, ale zespół nie zagrał w rozgrywkach organizowanych przez Stanisławowski OZPN. Dopiero w chwilą zlikwidowania zatargu (maj 1937) klub przystąpił w 1938 roku do rozgrywek klasy B Podokręgu Podkarpackiego (Drohobycz). W 1939 zespół ponownie startował w Klasie B Lwowskiego OZPN.
We wrześniu 1939 na skutek wybuchu II wojny światowej - działalność klubu została zawieszona, zaś po jej zakończeniu już nigdy go nie reaktywowano.

## Sukcesy

### Trofea międzynarodowe
Nie uczestniczył w rozgrywkach europejskich (stan na 31-05-2024).

### Trofea krajowe
| \| \| Zdobyte trofea w rozgrywkach Polski (stan na: 31-05-2024) \| |                                                           |      |          |
| Rozgrywki                                                          | Osiągnięcie                                               | Razy | Sezon(y) |
| Mistrzostwo                                                        | I miejsce                                                 | 0    |          |
| Mistrzostwo                                                        | II miejsce                                                | 0    |          |
| Mistrzostwo                                                        | III miejsce                                               | 0    |          |
| Puchar                                                             | zdobywca                                                  | 0    |          |
| Puchar                                                             | finalista                                                 | 0    |          |
| II liga                                                            | I miejsce                                                 | 0    |          |
| II liga                                                            | II miejsce                                                | 0    |          |
| II liga                                                            | III miejsce                                               | 0    |          |
| Polska                                                             | Zdobyte trofea w rozgrywkach Polski (stan na: 31-05-2024) |      |          |

- Klasa C LOZPN, podokręg Stryj-Sambor-Drohobycz
  - mistrz (2): 1923, 1925

## Poszczególne sezony

### Rozgrywki międzynarodowe

#### Europejskie puchary
Klub nie uczestniczył w rozgrywkach europejskich.

### Rozgrywki krajowe
| \| Polska \| Bilans występów klubu w rozgrywkach piłkarskich Polski (Stan na 31 maja 2024 r.) \| \| |                                                                                  |        |       |   |   |   |    |    |     |                                 |        |        |      |
| Poziom                                                                                              | Rozgrywki                                                                        | Sezony | Mecze | Z | R | P | B+ | B– | Pkt | Lata                            | Awanse | Spadki | Naj. |
| I                                                                                                   | Liga                                                                             | 0      |       |   |   |   |    |    |     |                                 |        |        |      |
| II                                                                                                  | Klasa A / Liga Okręgowa                                                          | 0      |       |   |   |   |    |    |     |                                 |        |        |      |
| III                                                                                                 | Klasa B / Klasa A                                                                | 0      |       |   |   |   |    |    |     |                                 | 0      | 0      |      |
| IV                                                                                                  | Klasa C / Klasa B                                                                | 11     |       |   |   |   |    |    |     | 1922–1926, 1930–1933, 1937–1939 | 0      | 0      | 1    |
| | Puchar Polski                                                                    | 0      |       |   |   |   |    |    |     |                                 |        |        |      |
| Polska                                                                                              | Bilans występów klubu w rozgrywkach piłkarskich Polski (Stan na 31 maja 2024 r.) |        |       |   |   |   |    |    |     |                                 |        |        |      |

## Struktura klubu

### Stadion
Drużyna rozgrywała swoje mecze domowe w Stryju na stadionie Hakoahu.

## Kibice i rywalizacja z innymi klubami

### Derby
- Pogoń Stryj
- Stryjanka Stryj
- RKS Stryj
- TUR Stryj
- Skała Stryj
- Dror Stryj